# Chaux (Côte-d'Or)
Chaux é uma comuna francesa na região administrativa da Borgonha-Franco-Condado, no departamento de Côte-d'Or. 